# Will Champion
William "Will" Champion (født 31. juli 1978 i Southampton, Hampshire, England) er trommeslager og percussionist i det britiske band Coldplay. 
Hans far, Timothy Champion, er professor i arkæologi. 
Som ung, var Champions musikalske indflydelse Tom Waits, Nick Cave og traditionel irsk folkemusik. Han lærte at spille klaver og violin, da han var blot 8 år og lærte at spille guitar, da han var 12. Han kan også spille lidt bas. Før han kom med i Coldplay, var han i et band ved navn Fat Hamster.